# 跑馬地站
跑馬地站（英語：Happy Valley Station）（計劃時曾稱馬場站）是港鐵南港島綫 (東段)上一個已被否決的車站，曾經被建議興建於香港島灣仔區的跑馬地地區，2004年地鐵公司計劃興建南港島綫東段的三個方案中，方案乙和方案丙皆有出現。2009年1月13日，有香港傳媒引述香港政府消息人士指出，政府決定取消興建跑馬地站。計劃已擱置。

## 車站選址
根據2008年2月《香港經濟日報》引述消息人士指出，港鐵曾經計劃於賽馬博物館對出地底、跑馬地電車總站、養和醫院外的鳳輝台等地方設站，但是因為種種原因而不適合興建車站。例如賽馬博物館選址距離銅鑼灣站時代廣場出口太接近，對疏導賽馬日人流作用不顯著，亦未能夠方便跑馬地居民使用；而且跑馬地站如果落成後，會大大影響香港電車的客運量。如果在跑馬地電車總站興建，就需要封閉部份黃泥涌道的行車線，影響當地交通。鳳輝台的選址就因為工程及技術上的問題，未能夠「包括符合法例規定的疏散要求」，因此不會作出相關的考量。報道亦指出因為跑馬地藍塘道和成和道一帶無地點可以供予興建車站，當局曾研究在跑馬地馬場公眾席出入口附近地底興建車站的可行性，同時方便跑馬地居民使用以減低銅鑼灣站客流量。
2008年4月，港鐵公司完成馬場站的初步重新研究，共建議4個不同方案，分別在鳳輝台、港島電車跑馬地總站、跑馬地馬場之內或跑馬地馬場看台公眾入口旁設站。。其中馬場內設站的方案的造價最昂貴，達28億港元，技術上存有難度，馬場內的部分康樂及文化設施需要遷走；此建議的整條鐵路增加長度亦為最長，達2.5公里。馬場看台公眾入口旁設站的方案，則會令工程時間延長，需要額外建造約300米長的地下通道連接車站至跑馬地住宅區，香港仔隧道入口一帶更需要改道。鳳輝台方案車站位置較深，使人擔心車站的結構安全。而電車總站設站的方案，則會影響跑馬地住宅區內的交通。

### 早期計劃
跑馬地站的構思最早出現於地鐵公司（現時港鐵公司）於2002年提出的方案，為南港島綫（現時南港島綫東段）的一個可能設立的車站。直到2005年的方案，南港島綫落實分為東西兩段，跑馬地站仍然為東段的一個可能設立的車站。

### 否決過程
在地鐵公司的方案中，跑馬地站設於跑馬地馬場以南的住宅區。雖然該站附近有跑馬地馬場，但是與東鐵綫的馬場站不同的是（東鐵綫馬場站鄰近火炭站，非賽馬日時，沙田馬場的員工和前往彭福公園的人士可以從火炭站經行人天橋前往）車站不會只於賽馬日才開放，因為跑馬地有很多住宅大廈，亦有醫院，故此非賽馬日也有不少客源。不過港鐵亦表示到2016年，跑馬地的人口亦只有19,000人，而前往馬場的市民亦可以使用銅鑼灣站經由馬場北面入口進入跑馬地馬場，沒有跑馬地站也可以應付到觀賞賽馬人士和跑馬地居民的交通需求，於是港鐵公司在2007年12月17日宣佈擱置興建跑馬地站。
然而，香港賽馬會同月表示有意與港鐵公司協商在跑馬地馬場設立車站，並且改稱為馬場站，因此本站是否興建仍然存有變數。
隨著香港賽馬會於2008年1月11日發表措辭強硬聲明，拒絕補貼上市的港鐵公司興建跑馬地站，並且指出銅鑼灣站已經可以足夠應付跑馬地居民需求，加上賽馬會主席陳祖澤為港鐵其中一名主要對手九巴及龍運巴士之高級執行董事，當時認為該站的興建機會非常渺茫。然而香港政府繼續就興建車站的問題協調馬會及港鐵，務求能夠在2008年6月前落實興建與否，及就如何攤分13億港元的興建費用而討論。如果雙方在討論財政負擔後才開始討論工程細節，整條南港島線（東段）有可能趕不及於2015年落成啟用。
2008年4月，港鐵公司完成馬場站的初步重新研究，共建議4個不同方案，分別在鳳輝台、跑馬地電車總站、跑馬地馬場之內或跑馬地馬場看台公眾入口旁設站。港鐵公司表明，如果加建馬場站，會導致南港島綫東段延遲10至31個月，至2016年至2017年才能夠通車。
2009年1月13日，有香港傳媒引述消息人士稱，政府正式決定不興建跑馬地站，並且計劃以擴大銅鑼灣站來取代計劃，以免南港島線整條鐵路延遲落成。換言之計劃已擱置。

現已通車的南港島線（東段）路線圖，顯示跑馬地站已擱置，東段由金鐘直接前往海洋公園。

## 車站結構

### 樓層
| G                 | 地面 | 出入口 |   |  |
| L1                | 月台 | 客務中心、車站商店、自助服務 |   |  |
| L2                | 大堂 | \| \| \| 南港島綫往金鐘（灣仔） \| 2 \| \| \| 島式 · 開右邊车门 \| \| \| \| \| \| \| 1 \| 南港島綫往海怡半島（海洋公園） \| \| \| |   |  |
|                   |      | 南港島綫往金鐘（灣仔） | 2 |  |
| 島式 · 開右邊车门 |      | |   |  |
|                   | 1    | 南港島綫往海怡半島（海洋公園） |   |  |